# Požar (Czarnogóra)
Požar (cyr. Пожар) – wieś w Czarnogórze, w gminie Danilovgrad. W 2011 roku liczyła 95 mieszkańców.